# Belfort van Namen
Het Belfort van Namen, ook Tour Saint-Jacques (Sint-Jacobstoren) genoemd is het historisch belfort in de Belgische stad Namen. De toren werd rond 1388 gebouwd als een onderdeel van de stadswal en werd het belfort van de stad in 1746, nadat de toren van de collegiale Saint-Pierre-au-Château, die eerder als belfort diende, was afgebrand.
Hij is een van de 56 belforten in België en Frankrijk die door de UNESCO erkend zijn als werelderfgoed.